# Миддахтен
Миддахтен (нидерл. Middachten) — большая резиденция, замок, расположенный в селении Де Стиг, Рейден, Нидерланды. Постройка ныне существующего здания датируется 1693—1698 годами. с 11 С октября 2004 года здание является объектом исторического наследия Нидерландов и входит в Список объектов всемирного наследия ЮНЕСКО в Нидерландах.

## История
Первое упоминание о замке на этом месте относится к 1190 году, как принадлежащему Якобу де Митдаку. В начале XIV века замок принадлежал Эверардусу ван Стерне, который передал его в собственность графа Гельре. Затем, в 1357 году Эварардус получил замок обратно. Резиденция оставалась в собственности его семьи до 1625 года. За это время здание не раз разрушали и восстанавливали. В 1673 году штатгальтер Вильгельм III Оранский завоевал город Бонн, отняв его у французов, разрушивших замок. Годар ван Реде и его супруга Урсула ван Раесфельт отстроили замок, взяв за основу дворец Хет Лоо в Апелдорне. Архитекторами дворца были Якоб Роман (1640—1716) и Стивен Веннекол (1657—1719).
Дворец был в очередной раз перестроен в 1698 году и после этого, в 1700—1725 годах, появился большой сад в «версальском стиле» . В конце XVIII века в Европе распространился английский «пейзажный стиль» сада, который переняли и воплотили в Миддахтене. В 1900 году граф и графиня Бентинк ван Геккерен вместе с садовым мастером Хуго Портманом восстановили сад в его прежнем виде, хотя черты английского сада прослеживаются до настоящего времени.
Дворец представляет собой квадратное здание. Вокруг него находиться небольшое озеро. Внутри сохранились старинные камины и лепные потолки, лестница и вестибюль в стиль Людовика XIVстиле Людовика XIV, есть несколько сельскохозяйственных построек. На территории сада имеется 150-летний кедр — самый старый в Нидерландах. Последними владельцами резиденции являются графы зю Ортенбург.

## Фотогалерея

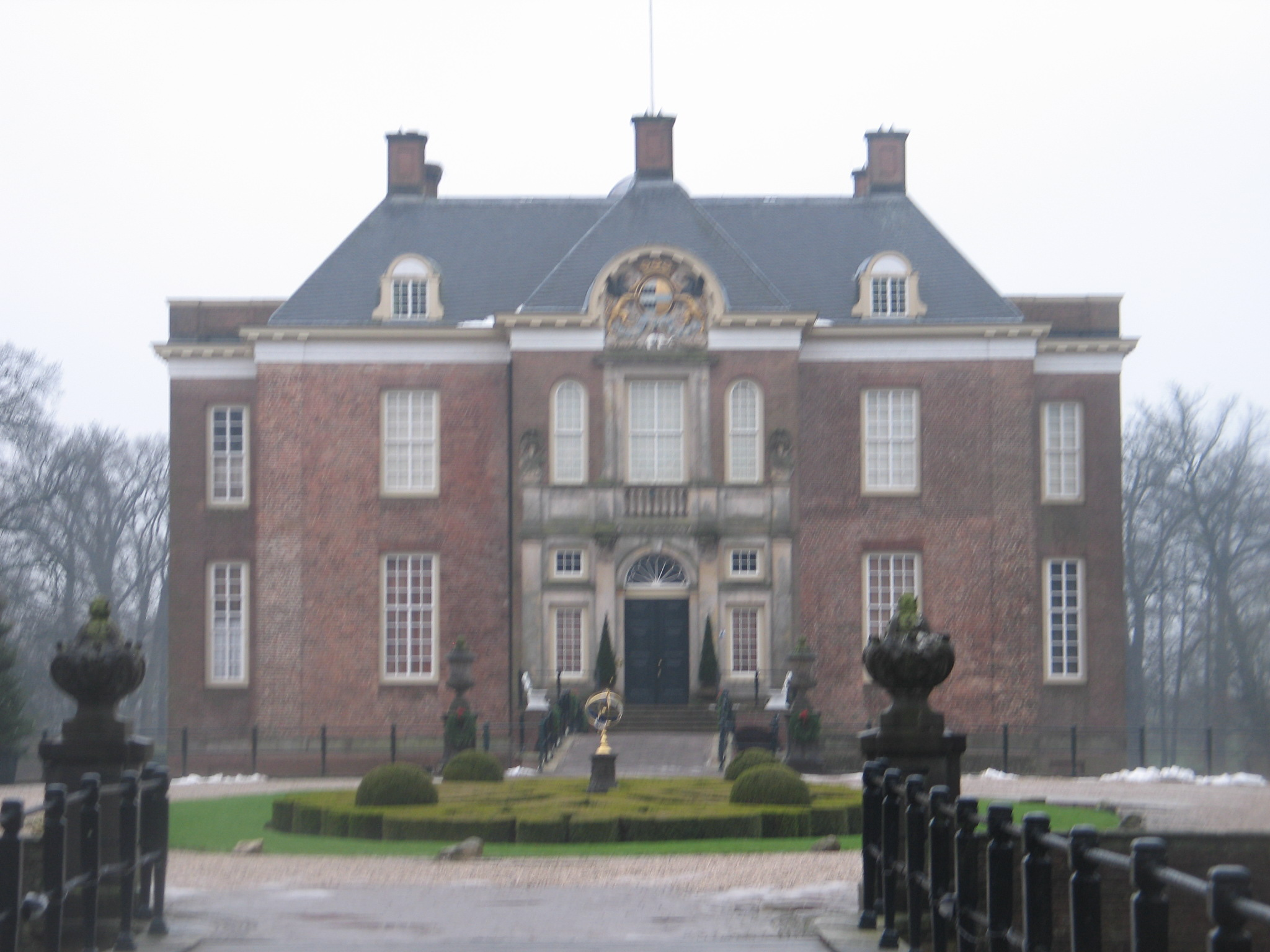
Дворец Миддахтен
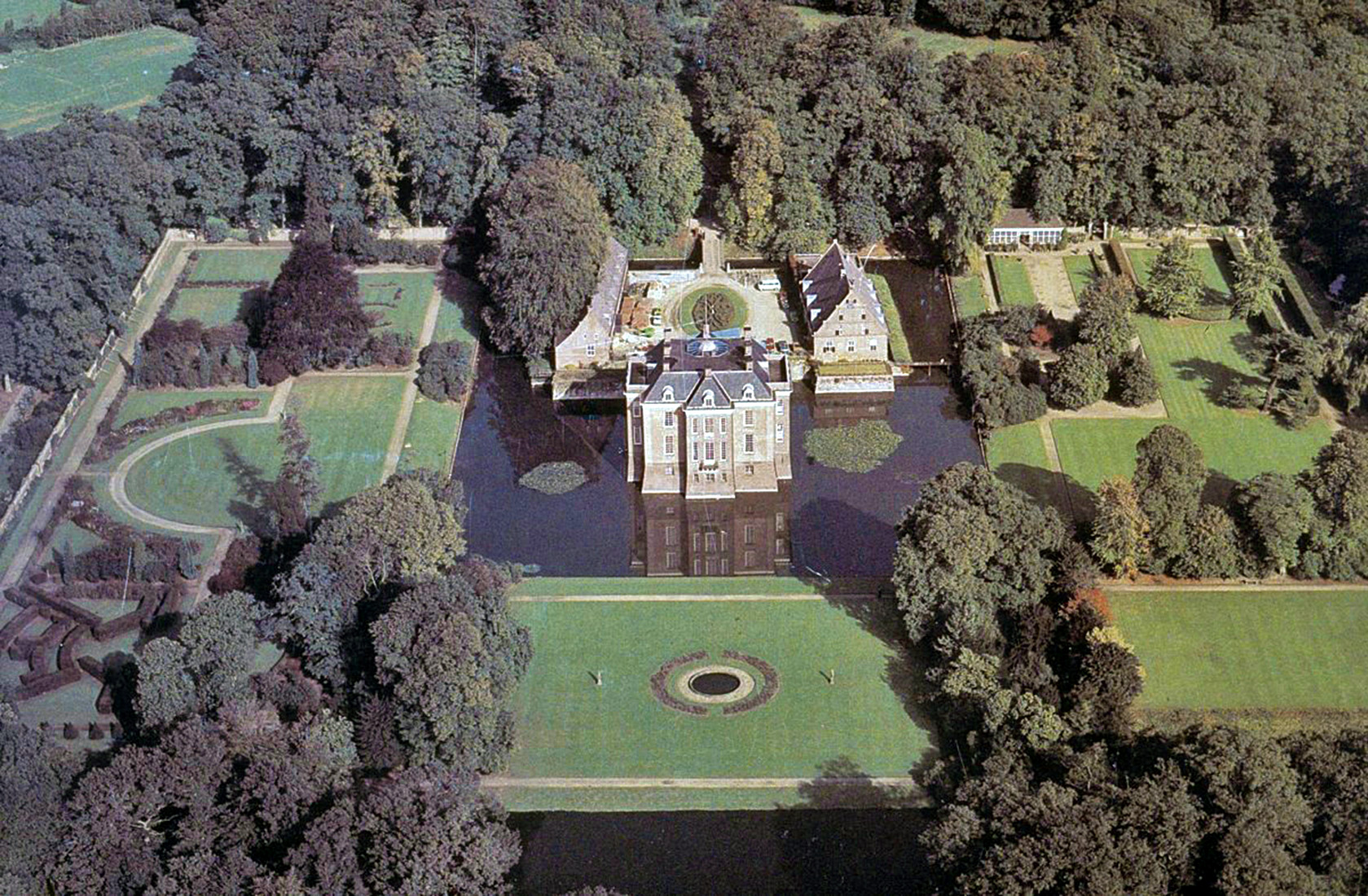
Вид на Миддахтен с высоты птичьего полета
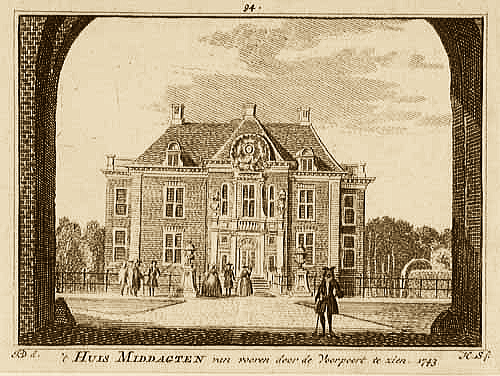
Изображение дворца в 1743 году работы Жана де Бейера
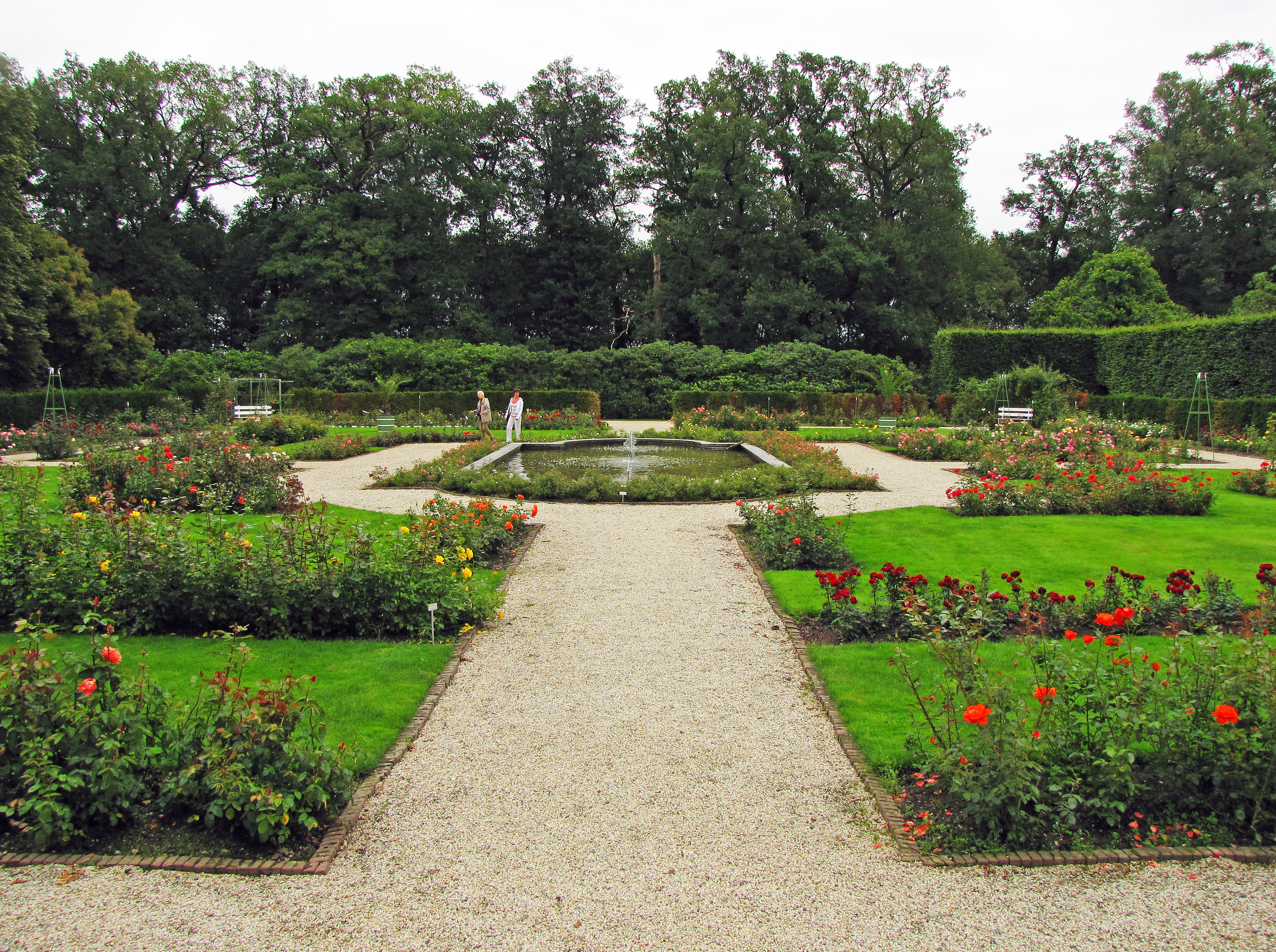
Сад